# Roter Staub
Roter Staub (Originaltitel: The Brave One) ist ein US-amerikanischer Spielfilm aus dem Jahr 1956. Regie führte Irving Rapper. Die Hauptrollen waren mit Rodolfo Hoyos Junior, Elsa Cárdenas und dem britischen Kinderstar Michel Ray, der später als Rennrodler bekannt wurde, besetzt. Das Drehbuch verfassten Harry Franklin und Merrill G. White. Es basiert auf einer Vorlage von Dalton Trumbo. In der Bundesrepublik Deutschland kam der Streifen das erste Mal am 14. März 1957 in die Kinos. 

## Handlung
Mexiko in den 1950er Jahren. Bei einem Unwetter findet eine Kuh, die gerade gekalbt hat, auf der Weide den Tod. Leonardo, der kleine Sohn des Rinderhirten, nimmt das männliche Jungtier mit nach Hause, gibt ihm den Namen „Gitano“ und zieht es liebevoll auf. Leonardos Vater, Rafael Rosillo, hatte Gitanos Mutter einst von seinem Arbeitgeber, dem Gutsbesitzer Don Alejandro, als Dank für eine große Hilfe geschenkt bekommen. Darüber gibt es jedoch keine schriftliche Bestätigung. Leonardo schreibt daher an Don Alejandro, er möge ihm doch schriftlich versichern, dass Gitano ihm gehöre. Der Gutsbesitzer aber weilt gerade in Europa, wo er an verschiedenen Autorennen teilnimmt. Derweil geschieht es, dass Don Alejandros Verwalter alle Jungtiere mit dem Brandzeichen seines Herrn versehen lässt, auch Gitano.
Ein paar Wochen später erhält Leonardo zu seiner großen Freude doch noch einen Brief von Don Alejandro, dem eine Schenkungsurkunde beigefügt ist.
Inzwischen ist der Stier vier Jahre alt. Da melden die Zeitungen, dass Don Alejandro bei einem Rennen tödlich verunglückt sei. Weil er hoch verschuldet ist, kommt die ganze Hinterlassenschaft unter den Hammer. Auch Gitano ist davon betroffen. Leonardos Einspruch erweist sich als zwecklos, weil er die Schenkungsurkunde nicht mehr findet und das Brandzeichen gegen ihn spricht. Schon nach wenigen Tagen wird das Tier in Mexiko-Stadt in die Stierkampfarena gebracht. Verzweifelt macht sich der Junge auf den Weg in die Hauptstadt, um den Chef der Stierkämpfer zu bitten, Gitano freizulassen. Weil jedoch Leonardo nicht zu dem Manager vorgelassen wird, begibt er sich zum mexikanischen Staatspräsidenten in dessen Palast und schildert ihm sein Leid. Dieser ist so gerührt von dem Vertrauen, das der Junge der Staatsmacht entgegenbringt, dass er ihm ein Schreiben mitgibt, das praktisch Gitanos Freilassung bedeutet. Als Leonardo wieder bei der Arena ankommt, ist es bereits zu spät: Gitano befindet sich bereits in der Arena und im Kampf mit dem berühmten Torero Fermin Rivera. 
Mit tränenüberströmtem Gesicht beobachtet der Junge das blutige Schauspiel. Soeben haben die Banderilleros ihre Speere in Gitanos Rücken gejagt, da betritt der Matador die Arena. Geschickt versteht es der Stier, jedem Angriff des Toreros auszuweichen. Der Kampf ist von ungewöhnlicher Länge und Gitanos Kondition ist außergewöhnlich. Zweimal ist der Torero schon auf den Boden geworfen worden, da ertönt plötzlich der Ruf: „Indulto!“ (Begnadigung). Immer mehr Zuschauer nehmen den Ruf auf und lassen ihn zu einem Orkan anschwellen. Das gesamte Stadion verwandelt sich in ein Meer von Zuschauern mit weißen Taschentüchern, die dem tapferen Stier das Leben schenken wollen. Kurz vor dem Todesstoß wird dem Indulto-Gesuch von der Arena-Leitung stattgegeben. Der Matador verneigt sich vor dem Stier und tritt ab. Zum Entsetzen der Zuschauer springt Leonardo über die Bande und läuft auf den wilden Stier zu. Dieser erkennt in dem Jungen seinen Herrn und Gefährten. Beide verlassen friedlich die Arena.

## Produktionsnotizen
Die Außenaufnahmen erfolgten in Mexiko-Stadt und Umgebung. Victor Young steuerte die Filmmusik bei. Sie wird unter der Leitung des Komponisten von den Münchner Symphonikern gespielt.

## Auszeichnungen
Der Film erhielt bei der Oscarverleihung 1957 den Oscar für die Beste Originalgeschichte. Zudem hatte der Film eine Nominierung in den Kategorien Bester Schnitt und Bester Ton erhalten.
Autor Dalton Trumbo bekam seinen Preis jedoch erst 1975 überreicht, da er zum Zeitpunkt der eigentlichen Verleihung auf Grund seiner Zugehörigkeit zu den Hollywood Ten nicht offiziell in Hollywood tätig sein konnte.

## Kritik
„Handlung und Bildgestaltung, dazu die reizvolle Landschaft und der herbe Lebensstil ihrer Bewohner geben dem Thema der Tierliebe ein fesselndes Niveau.“

## Quelle
- Programm zum Film: Illustrierte Film-Bühne, Vereinigte Verlagsgesellschaften Franke & Co. KG München, Nr. 3669